# Bayadera kali
Bayadera kali là loài chuồn chuồn trong họ Euphaeidae (Epallagidae). Loài này được Cowley mô tả khoa học đầu tiên năm 1936.